# يوهان ليوبولد أبيل
يوهان ليوبولد أبيل (بالألمانية: Johann Leopold Abel)‏ هو ملحن وعازف بيانو ألماني، ولد في 24 يوليو 1795 في لودفيغسلوست في ألمانيا، وتوفي في 1871 في لندن في المملكة المتحدة.